# A quiet couple
『a quiet couple』（ア・クワイエット・カップル）は、1995年11月1日に発売されたピチカート・ファイヴのインストゥルメンタル・アルバム。

## 解説
1987年発売のスタジオ・アルバム『カップルズ』から、ヴォーカル・トラックを抜いた完全カラオケ盤。ブックレットには全曲のスコアのほか、朝妻一郎と長門芳郎による対談“「カップルズ」よもやま話”を収載、その対談で長門は孤島に持っていく3枚のアルバムにシュガー・ベイブ『SONGS』と細野晴臣『泰安洋行 - Bon Voyage co.』の2枚とともに、『カップルズ』を挙げている。
初回盤は紙ジャケット仕様によるダブル・ジャケットとなっている他は『カップルズ』とほぼ同じデザイン。内側に『カップルズ』のオリジナル・ジャケットがデザインされている。

## 収録曲
1. マジカル・コネクション magical connection (2'47")
日本語詞 : 長門芳郎、詞 ⁄ 曲 : J.B.Sebastian
2. サマータイム・サマータイム summertime, summertime (3'36")
詞 ⁄ 曲 : 小西康陽
3. 皆笑った they all laughed (3'25")
詞 : 小西康陽、曲 : 高浪慶太郎
4. 連載小説 serial stories (4'18")
詞 ⁄ 曲 : 小西康陽
5. アパートの鍵 the apartment (3'35")
詞 : 小西康陽、曲 : 高浪慶太郎
6. そして今でも what now our love (3'28")
詞 ⁄ 曲 : 小西康陽
7. 七時のニュース seven o’clock news (2'26")
詞 : 小西康陽、曲 : 鴨宮諒
8. おかしな恋人・その他の恋人 odd couple and the others (3'40")
詞 : 小西康陽、曲 : 鴨宮諒
9. 憂鬱天国 my blue heaven (3'35")
詞 ⁄ 曲 : 小西康陽
10. パーティー・ジョーク party joke (1'52")
曲 : 高浪慶太郎
11. 眠そうな二人 two sleepy people (3'06")
詞 ⁄ 曲 : 小西康陽
12. いつもさようなら everytime we say goodbye (2'45")
詞 : 小西康陽、曲 : 高浪慶太郎

1.~12. (オリジナル・カラオケ)

## クレジット
| a quiet couple ; pizzicato five                        |
|                                                        |
| the group ; 佐々木麻美子、高浪慶太郎、鴨宮諒、小西康陽 |

| musicians ; | - 伊集加代子グループ、宮田繁男、中原信雄、細野晴臣、 - 小池修、金山功、沖田晏広、数原晋、西山健治、 - 渡辺等、鶴来正基、斎藤誠、河合マイケル、井上大介、 - 山川恵子、木村キムチ、島健、Joeストリングス |

| arrangers ; 長谷川智樹、井上大介 |
| |
| produced by the group |
| executive producer ; 渡辺純一 |
| associate producers ; 朝妻一郎、長門芳郎 |
| director ; 河合マイケル |
| a&r ; 井上敦史、寺川知紀 |
| remixing engineer ; 吉田保 |
| recording engineers ; 大森政人、大野邦彦、森岡徹也、中村悦弘 |
| assistant engineers ; 内藤哲也、太田泰彦、宮島哲博、関口利之 |
| mastering engineer ; Bobby Hata |
| |
| art director ; 信藤三雄 |
| designer ; 北山雅和 |
| photographers ; 桑本正士、田淵稔、杉村純子 |
| production co-ordinator ; 三木孝浩、大熊和恵 |
| promotion staff ; 宇田明則 |
| |
| - the small circle of friends - 麻田浩、細野晴臣、和田博巳、高護、平野恵理子、柴田康平、信藤三雄、小西幸夫、 - 高浪藤夫、福岡智彦、山口万由美、越美晴、寺田康彦、菅原一進、山田多理、 - 大野たかひろ、今泉雅史、飯泉俊之、塚田千春、山本和夫、関口太、 - 吉本栄、久保田浩樹、若林純夫、宮田繁男 |
| T2-12 © 1987 by FUJIPACIFIC MUSIC INC. |

## リリース日一覧
| 地域 | リリース日    | レーベル     | 規格 | カタログ番号 | 備考                                                         |
| ---- | ------------- | ------------ | ---- | ------------ | ------------------------------------------------------------ |
| 日本 | 1995年11月1日 | Sony Records | CD   | SRCL 3372    | オリジナル・カラオケ・アルバム。初回限定：紙ジャケット仕様。 |